# التحالف من أجل الجمهورية (السنغال)
التحالف من أجل الجمهورية هو حزب سياسي سنغالي. تم تشكيله من قبل رئيس الوزراء السابق ماكي سال بعد رحيله من الحزب الديموقراطي السنغالي في ديسمبر 2008. كان ماكي سال مرشحًا من قبل التحالف من أجل الجمهورية في انتخابات الرئاسة السنغالية 2012 التي هزم فيها الرئيس السنغالي السابق عبد الله واد. انضم إلى حزب التحالف من أجل الجمهورية العديد من الأعضاء السابقين في الحزب الديمقراطي السنغالي. APR was joined by several former members of the PDS.
يمثل حزب التحالف من أجل الجمهورية الشريك المهيمن في تحالف اتحاد الأمل، الذي يملك أغلبية كبيرة في الجمعية الوطنية السنغالية.